# Apparecchiature incamiciate

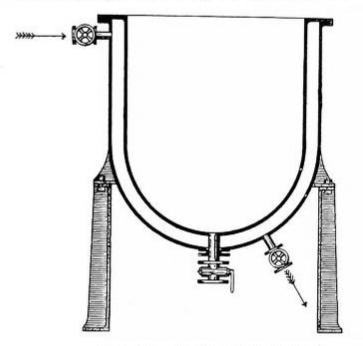
Vista in sezione di un serbatoio incamiciato. Le frecce indicano l'ingresso e l'uscita del fluido di servizio.

Nell'ambito dell'ingegneria chimica, vengono dette apparecchiature incamiciate delle particolari apparecchiature chimiche in cui lo scambio termico viene svolto attraverso una "camicia" (in inglese "jacket"), ovvero un'intercapedine che avvolge (completamente o in parte) l'apparecchiatura stessa, attraverso la quale viene fatto passare il "fluido di servizio" (in genere acqua) con il quale l'apparecchiatura scambia calore. Il fluido di servizio ha il compito di raffreddare o riscaldare (a seconda dell'uso a cui è destinata l'apparecchiatura) l'interno dell'apparecchiatura, dove si trova il "fluido di processo".

## Tipologia costruttiva
Esistono vari  tipi di camicie, che differiscono tra loro per la geometria della camicia, tra cui:
- conventional jackets
- half-pipe coil jackets
- dimple jackets (o plate coils).

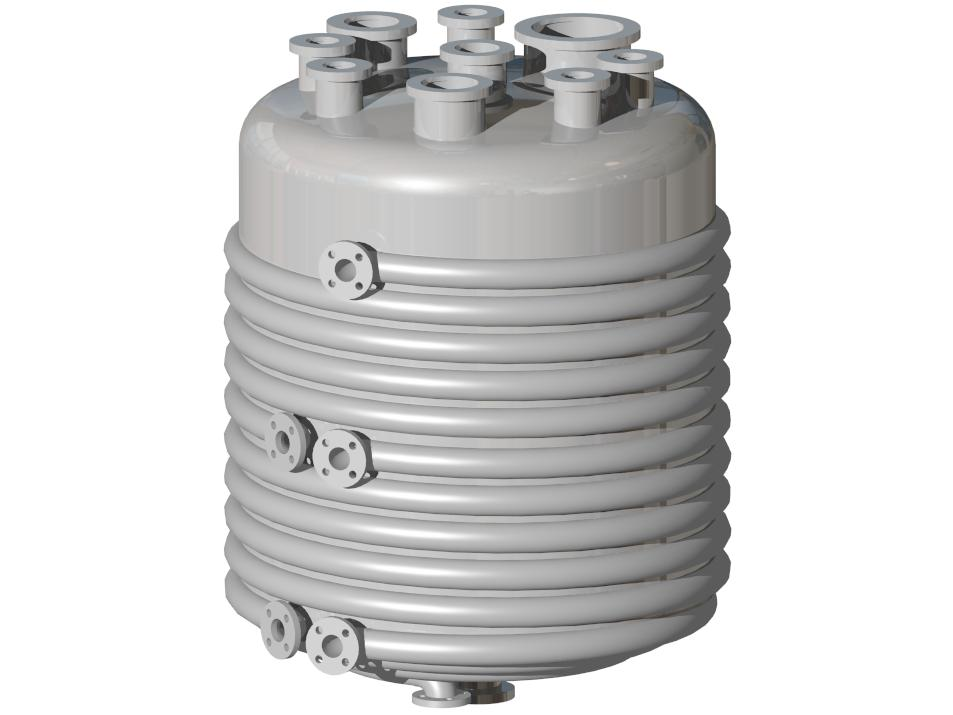
Vista esterna di un serbatoio incamiciato del tipo half-pipe coil
Simbolo utilizzato nei P&ID per rappresentare un'apparecchiatura agitata e incamiciata
Simbolo utilizzato nei P&ID per rappresentare un'apparecchiatura agitata e incamiciata del tipo half pipe
Simbolo utilizzato nei P&ID per rappresentare una tubazione incamiciata

## Esempi di apparecchiature incamiciate

Schema descrittivo di un recipiente agitato incamiciato

Alcuni esempi di apparecchiature incamiciate sono:
- reattori incamiciati (in inglese jacketed reactor): in genere si tratta di reattori CSTR; la camicia permette di smaltire il calore di reazione sviluppato dalla reazione chimica;
- recipienti incamiciati (in inglese jacketed vessel): spesso sono anche agitati; possono essere impiegati per lo stoccaggio di fluidi molto viscosi (ad esempio catrame), che vengono mantenuti a temperature maggiori della temperatura ambiente;
- tubazioni incamiciate (in inglese jacketed pipe)[4]: utilizzate ad esempio negli scambiatori a doppio tubo.